# Cristóbal Colón (paroisse civile)
Pour les articles homonymes, voir Colon.
Cristóbal Colón est l'une des quatre paroisses civiles de la municipalité de Valdez dans l'État de Sucre au Venezuela. Sa capitale est Macuro.